# 東北風號驅逐艦
東北風號驅逐艦（Grecale，RM GR、MM D552／F556），是一艘隸屬義大利皇家海軍（Regia Marina，RM）的驅逐艦，為西北風級驅逐艦（Maestrale-class）2號艦。它是義大利海軍第二艘以「東北風」命名的軍艦，繼承1916年從挪威交付至義大利海軍的「東北風」之名。第二次世界大戰後義大利進入共和國時代，東北風號繼續服役於義大利共和國海軍（Marina Militare，MM），並擔任過海軍旗艦。
該艦於馬凱大區（Marche）安科納造船廠（Cantiere navale di Ancona）建造，1931年9月25日開工，1934年6月17日下水，同年11月15日服役。1953年，義大利加入北大西洋公約組織（North Atlantic Treaty Organization，NATO，簡稱北約），舷號因此從艦名縮寫「GR」改為「D552」。1958年，被重新分類為反潛護衛艦。同年8月1日，它繼承雷擊艦林仙（Aretusa）的舷號「F556」。1960年，成為義大利共和國海軍旗艦。
1964年，東北風號除籍。隨後艦體被放置數年，才出售解體。
「Grecale」一詞語源為「greco（希臘）」，意指從地中海東部、東北部吹來的強風。

## 早年服役
1936年到1939年，東北風號在地中海巡邏，並參與各種任務。
西班牙內戰期間，它在地中海和大西洋活動，包括1936年8月在比利時、1939年7月在葡萄牙里斯本的行動。

## 從宣戰到義大利投降（1940年到1943年上半）
與同為西北風級驅逐艦的姊妹艦們組成第10驅逐隊。第二次世界大戰期間，曾加入主力艦隊一同作戰，也有參與往返利比亞（Libya）的護衛艦隊。在這段期間，多是擔任船團的護衛艦船。
1940年7月2日，一支船團從的黎波里（Tripoli）開往那不勒斯（Napoli），東北風號加入了間接護航，協助4艘雷擊艦護送2艘運輸船抵達目的地。
7月6日，第10驅逐隊參加護送一支大型船團前往利比亞的任務「TCM行動」。晚上7點45分，船團從那不勒斯出發。7月8日，船團安全抵達班加西（Benghazi）。隨後第10驅逐隊返回西西里島東岸、奧古斯塔 (錫拉庫薩省)港，剛好趕上7月9日的斯蒂洛角海戰（Battaglia di Punta Stilo，英方稱為卡拉布里亞海戰／），迎戰英國皇家海軍，但在此戰中並未發揮重要的作用。

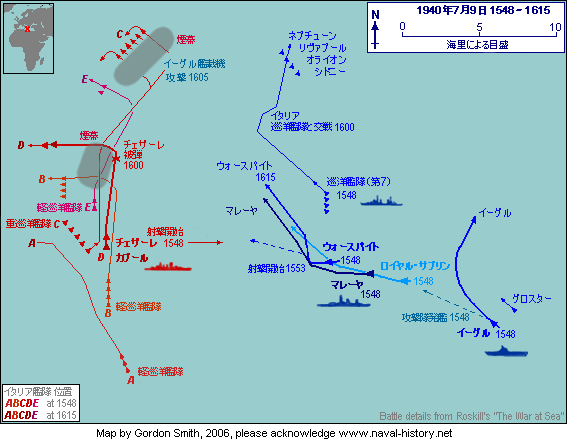
斯蒂洛角海戰（Battaglia di Punta Stilo）。英方稱為卡拉布里亞海戰（Battle of Calabria）。紅字為義軍，藍字為英軍。

7月27日，東北風號與姊妹艦們跟隨船團離開卡塔尼亞（Catania），加入保護那不勒斯──的黎波里（Napoli-Tripoli）航線的護衛艦隊。過程中，英國皇家海軍潛水艇「奧斯華（HMS Oswald）」發現了護衛艦隊，並試圖以魚雷將東北風號擊沉，但沒有成功。8月1日，船團安全入港。
8月9日，第10驅逐隊在潘泰萊里亞（Pantelleria）沿海鋪設水雷。

### 1941年
4月，東北風號護送一支德國船團（Alicante、Maritza、Procida、Santa Fe），將物資送給「沙漠之狐」隆美爾率領的「非洲軍團」（Afrika Korps）。

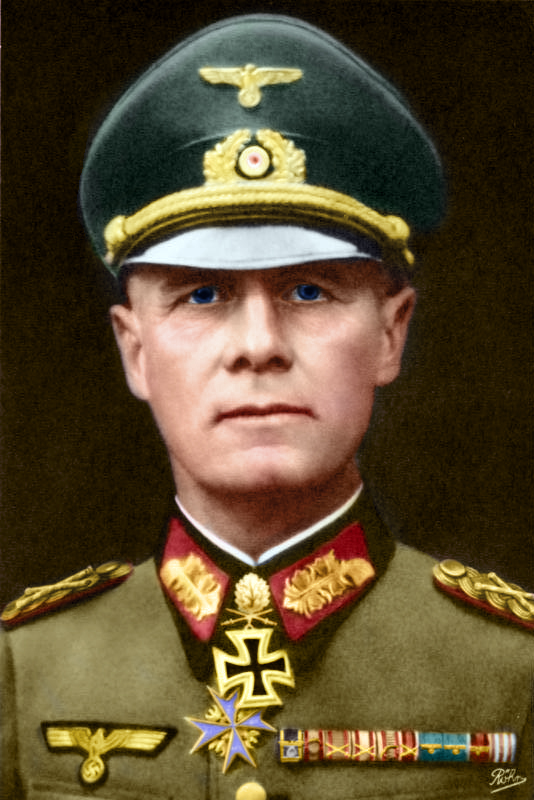
埃爾溫·約翰尼斯·尤根·隆美爾（Erwin Johannes Eugen Rommel），1891年11月15日－1944年10月14日

5月11日，護送一支大型船團從那不勒斯出航。14日，船團抵達的黎波里。
5月26日，再度護送一支船團從那不勒斯開往的黎波里。
6月19日，東北風號與西北風號、東南風號加入間接護航，護送一支開往的黎波里的船團。20日，即將安全抵達的黎波里時，英國皇家海軍潛水艇「獨特（HMS Unique）」發射的魚雷命中運輸船Esperia號，該船沉沒在北緯33度3分，東經13度3分（33°03' N e 13°03' E）。
7月7日，包含東北風號在內的4艘輕巡洋艦和8艘驅逐艦，合力在西西里海峽（Strait of Sicily）鋪設水雷。7月間，再度護送船團。過程中，運輸船Tembien號、Wacthfels號被飛機炸傷。
8月，加入「馬可波羅船團」。
9月24日，與東南風號、西北風號與輕巡洋艦阿布魯齊公爵號、穆奇奧‧亞特多羅號一同離開巴勒莫（Palermo），會同第3戰隊、第12驅逐隊一起襲擊英國皇家海軍船團，但英軍搶先一步逃離了。
11月8日上午，東北風號護送德國籍貨輪杜伊斯堡號等7艘運輸船的船團從那不勒斯出發，護衛艦隊指揮官為喬凡尼‧迪‧格羅佩洛（Giovanni di Groppello）。
雙方陣容：

義軍
德國籍貨輪2艘：杜伊斯堡號（Duisburg）、San Marco號
義大利籍貨輪3艘：Sagitta號、Maria號、Rina Corrado號
油輪2艘：Conte di Misurata號、Minatitlan號
共搭載34473噸彈藥、389台車輛、223名士兵、17281噸燃料

近接護航
驅逐艦6艘：東北風號、西北風號、西南風號、雷鳴號（Fulmine）、歐洲風號（Euro）、奧蘭尼號（Oriani）
間接護航
重巡洋艦2艘：塔蘭托號、第里雅斯特號
驅逐艦4艘：山地步兵號、福西利埃勒號、格蘭納蒂埃爾號（Granatiere）、貝塞格利厄號（Bersagliere）
英軍
Ｋ艦隊（Force K，馬爾他島守備艦隊）
輕巡洋艦2艘：曙光女神號（Aurora，或譯：奧羅拉。為該艦隊之旗艦）、佩內洛珀號（Penelope）
驅逐艦2艘：長矛號（Lance）、活潑號（Lively）
9日夜間，「Ｋ艦隊」利用雷達的優勢展開夜襲，義軍運輸船全軍覆沒，雷鳴號被當場擊沉。戰鬥開始時，曙光女神號向東北風號開火，並朝著船團打出3輪齊射。東北風號徒勞無功地發射2次魚雷，並在開火反擊前挨了152mm與120mm共8枚砲彈，造成23人陣亡、35人重傷、21人輕傷。有幾枚砲彈命中機艙，造成輪機停止與艦上發生火災。東北風號失去行動能力後，奧蘭尼號將它拖回特拉帕尼（Trapani），11月11日再曳航至塔蘭托（Taranto）入渠修理。「Ｋ艦隊」離去之後，西南風號停下來搭救落水者，此時英國皇家海軍潛水艇「支持者（HMS Upholder）」趁機發射魚雷偷襲，西南風號遭炸斷艦艉後沉沒。
東北風號入渠期間，先前與東南風號一起鋪設的水雷，重創再度前來夜襲的英國皇家海軍艦隊。英軍輕巡洋艦曙光女神號、佩內洛珀號觸雷受損，輕巡洋艦海王星號、驅逐艦坎大哈號當場被炸沉。

### 1942年
1941年11月到1942年3月，除了維修，東北風號還接受現代化改修，將2座20mm／65機槍換成2座12cm榴彈砲，用來發射照明彈，這2座榴彈砲擺在艦體中間（魚雷管之間）。也更換艦橋的連裝機槍與其他各處的單裝機槍，另增設2座德製深水炸彈投射機。
1942年3月16日，參與天狼星行動（operazione Sirio）。途中，英國皇家海軍潛水艇「不敗（HMS Unbeaten）」發射魚雷命中運輸船「Vettor Pisani」，但這發魚雷是啞彈。最終行動圓滿達成，全員在18日安然抵達利比亞。
3月21日午夜，東北風號、東南風號離開塔蘭托，偕同第11驅逐隊擔任戰艦利托里奧號（Littorio）的隨伴艦，參加第二次錫爾特灣海戰（Second Battle of Sirte）。本次作戰，東北風號由於途中舵機失靈，被迫返回港口。

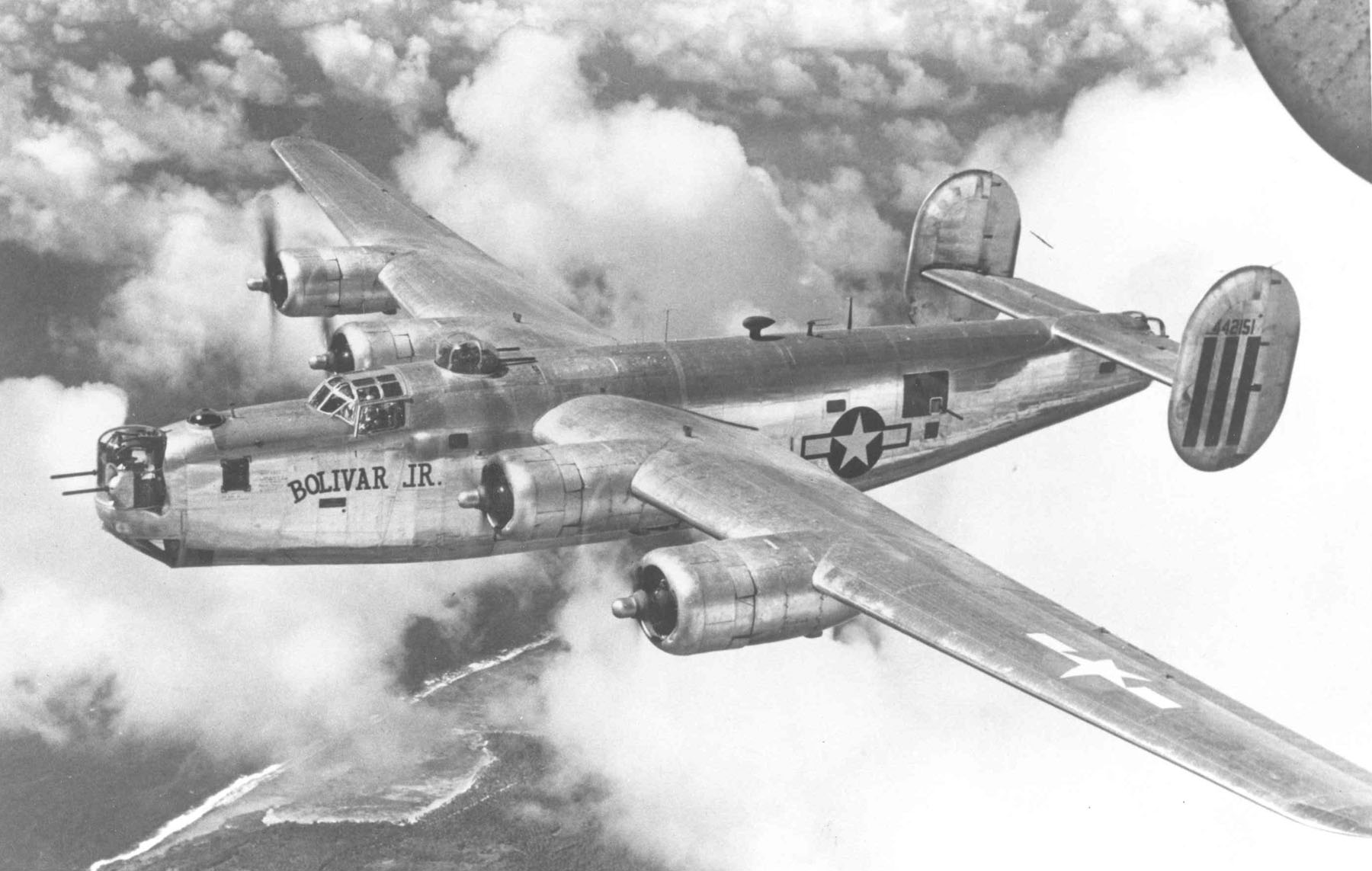
B-24轟炸機

8月3日到8月5日，東北風號護送一支船團。船團的第一個目的地是托布魯克（Tobruk），第二個目的地是班加西。儘管途中遭遇多次空襲，船團仍到達目的地。這也是美國軍機B-24首度空襲義大利皇家海軍艦隊。
11月4日，它擔任護航艦，離開那不勒斯，前往的黎波里。儘管途中遭遇多次空襲，船團仍安然抵達利比亞。
11月30日，東北風號、西北風號、阿斯卡里號一起在西西里海峽鋪設水雷，任務完成回港後，第10驅逐隊又接到命令，加入從那不勒斯前往突尼斯（Tunis）的Ｂ船團。
雙方陣容：
義軍
汽船5艘：Arlesiana、Achille Lauro、Campania、Menes、Lisboa
雷擊艦5艘：Sirio、Orione、Groppo、Pallade、Uragano
驅逐艦2艘：東北風號、西北風號

英軍
Ｑ艦隊（Force Q）
輕巡洋艦3艘：曙光女神號、天狼星號（Sirius）、阿爾戈號（Argonaut）
驅逐艦2艘：基伯龍號（HMCS Quiberon）、昆汀號（HMCS Quentin）
航行途中，Ｂ船團接到英軍Ｑ艦隊出動的消息，立即返航回港。
12月2日深夜，Ｈ船團航行途中遭Ｑ艦隊截擊，運輸船全滅，1艘驅逐艦沉沒。

在12月期間，東北風號共參加3次前往突尼斯的運輸行動。

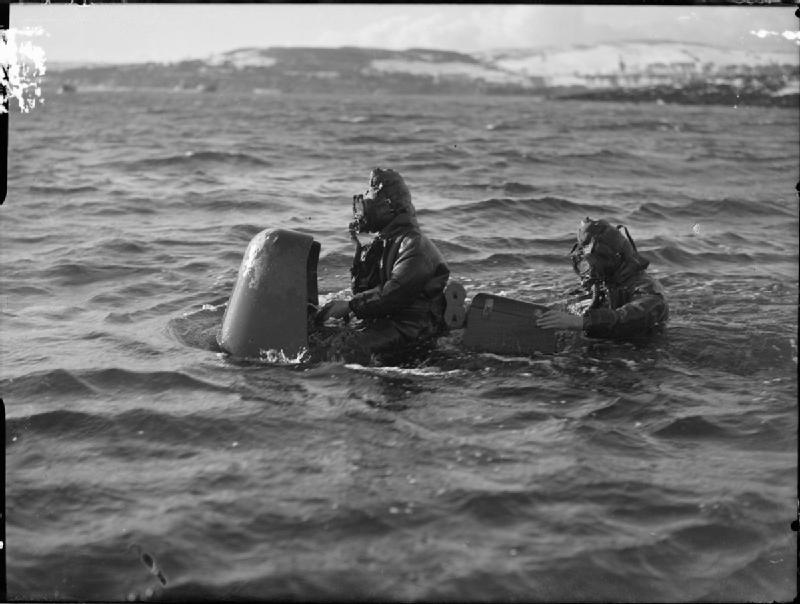
戰車（Chariot），英國仿製義大利人操魚雷「豬玀」（Maiale）

### 1943年上半
1943年1月3日，東北風號停泊在巴勒莫時，該港遭5具英國人操魚雷「戰車」（Chariot）奇襲，造成汽船Viminale號大破，建造中的輕巡洋艦圖拉真皇帝號（Ulpio Traiano）沉沒，東北風號的艦體也遭安裝雷頭，所幸在爆炸前就被發現並移除了。

#### 衝撞雷擊艦熱心號（Ardente）
1月12日凌晨，護衛艦隊長官路易吉‧加斯帕里尼（Luigi Gasparrini）指揮東北風號離開巴勒莫時，意外在聖維托角（Capo San Vito）衝撞從比塞大（Biserta）返航回到巴勒莫的雷擊艦熱心號。5時45分，熱心號因損傷過重沉沒，造成118人喪生。東北風號也遭重創，艦艏到艦橋前方的區塊折斷，8名乘員死亡、102人失蹤。事故發生後，東北風號被迫立即回港入渠修理。
該事故是源於進、出港的船的航路是相同的，只是行進方向相反。而當時天候惡劣，影響導航燈的辨識，才導致這起事故的發生。事後，埃加迪群島（Egadi）指揮部便要求進、出港的艦船必須要走不同的航路。由於東北風號當時的任務是將德軍的增援從巴勒莫載去比塞大，因此死亡或失蹤的102人，多為德國士兵。
因為這起事故，東北風號入渠重建失去的艦艏，並將艦體中央的榴彈砲換成37mm／54機槍，艦艉魚雷管換成2座20mm／65單裝機槍。前述工作一直持續到該年8月才完成。

## 義大利與盟軍停戰後（1943年下半）

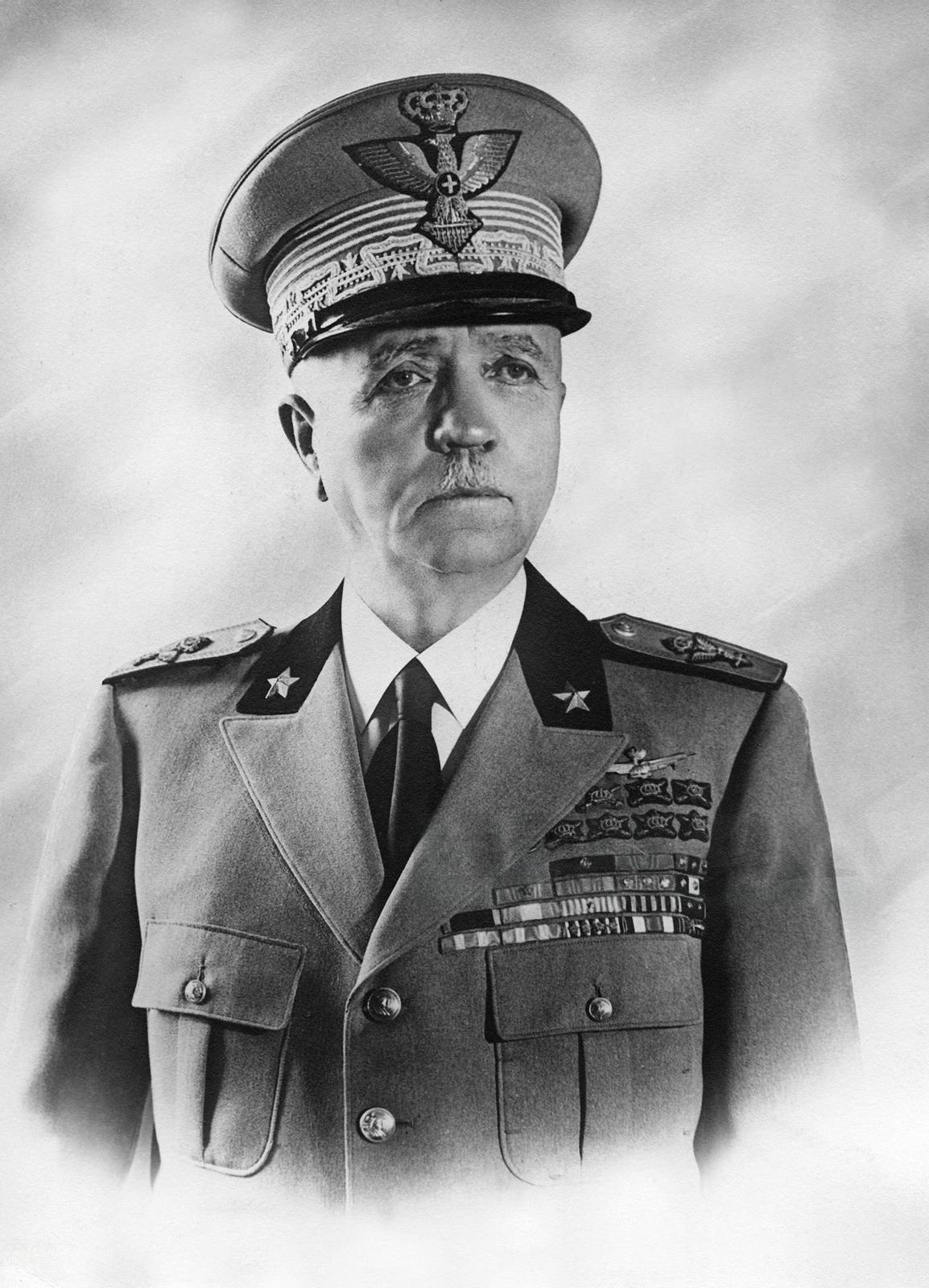
佩特羅·巴多格里奧（Pietro Badoglio），1871年9月28日－1956年11月1日。

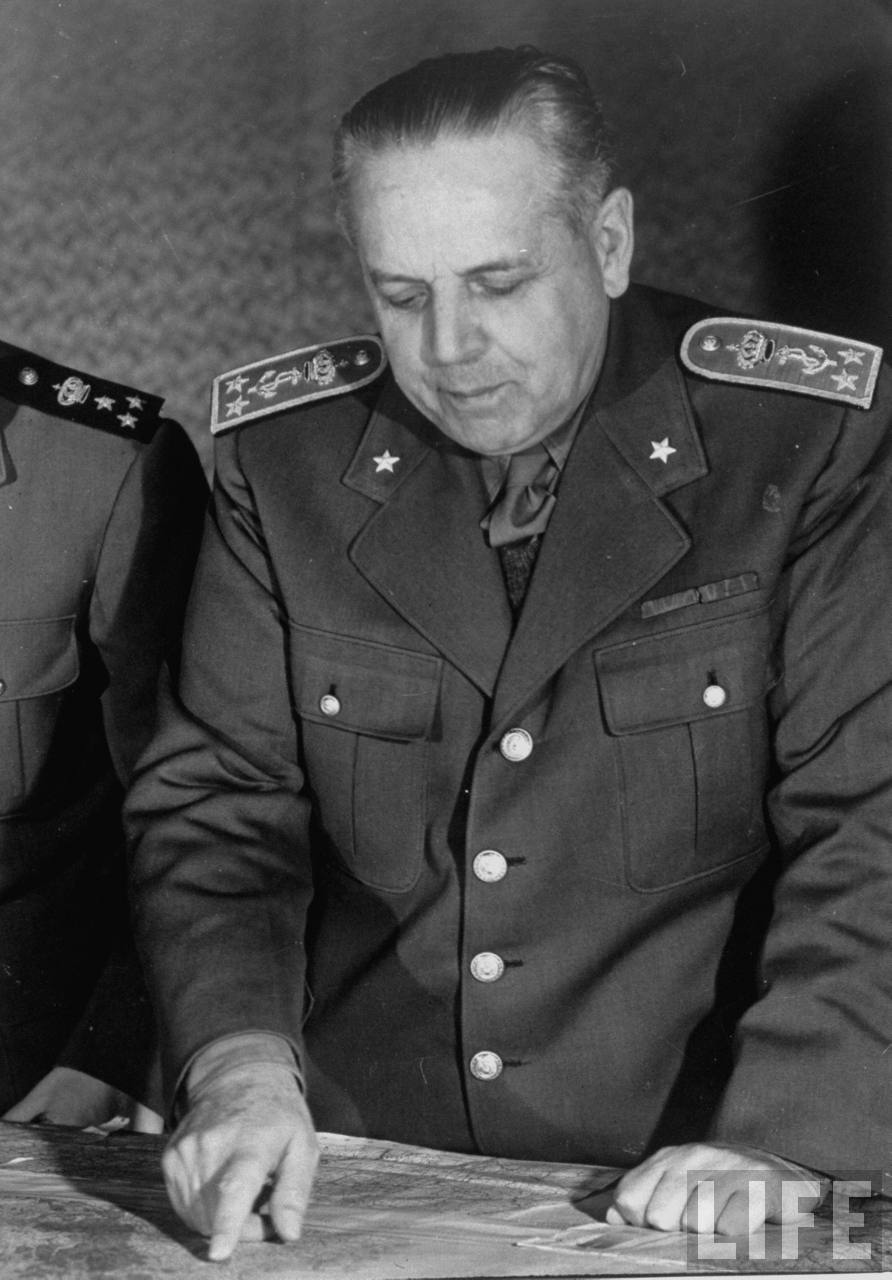
拉斐爾.德.庫爾唐（Raffaele de Courten），1888年9月23日－1978年8月23日。

1943年9月8日，義大利與同盟國秘密進行之和平談判成功，巴多格里奧政權發表了與盟軍停戰之佈告。海軍參謀長德‧庫爾唐決定將艦隊交付給同盟國的軍隊。

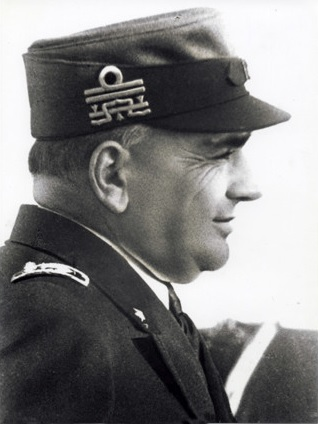
卡洛.貝爾加米尼（Carlo Bergamini），1888年10月24日－1943年9月9日。

9月9日，貝爾加米尼提督率領以戰艦羅馬號為旗艦的義大利主力艦隊，從拉斯佩齊亞出港，開往馬爾他島將艦隊交付給同盟國的軍隊。這支主力艦隊陣容為戰艦3艘、輕巡洋艦3艘、驅逐艦8艘、雷擊艦6艘，路經科西嘉島。途中與從熱那亞出港的3艘輕巡洋艦會合，另有2艘驅逐艦在拉马达莱娜接應。
主力艦隊陣容：
戰艦3艘：羅馬號（Roma）、義大利號（Italia）、維內托號（Vittorio Veneto）
輕巡洋艦3艘：歐根親王號（Eugenio di Savoia）、奧斯塔公爵號（Emanuele Filiberto Duca d'Aosta）、拉依蒙多‧蒙特庫科利伯爵號（Raimondo Montecuccoli）
驅逐艦8艘：東北風號、阿蒂格利埃爾號（Artigliere）、福西利埃勒號、米特拉格利亞號（Mitragliere）、卡拉比尼埃爾號、萊格納里奧號、瓦利特號、奧蘭尼號
雷擊艦6艘：Impetuoso號、Pegaso號、Libra號、Orsa號、Ardimentoso號、Orione號
輕巡洋艦3艘（熱那亞）：阿布魯齊公爵號、加里波第號、阿蒂利奥‧萊戈洛號（Attilio Regolo）
驅逐艦2艘（拉马达莱娜）：安東尼奧‧達諾利號、烏戈里諾‧維瓦爾迪號
9月11日，痛失貝爾加米尼提督、戰艦羅馬號、驅逐艦安東尼奧‧達諾利號、烏戈里諾‧維瓦爾迪號後，主力艦隊抵達馬爾他島，停泊在馬爾薩什洛克（Marsaxlokk）。
9月12日，東北風號到瓦萊塔加油。9月14日，隨義大利主力艦隊離開馬爾他島，前往埃及亞歷山大，並於16日時抵達。
陣容：
戰艦2艘：義大利號、維內托號
輕巡洋艦4艘：歐根親王號、奧斯塔公爵號、拉依蒙多‧蒙特庫科利伯爵號、路易吉‧卡多爾納號
驅逐艦4艘：東北風號、達雷科號、阿蒂格利埃爾號、瓦利特號
從完工服役到義大利投降，東北風號共執行155次任務，航行441天、總計47646英里（約76678.8公里）。期間遭受11次潛水艦襲擊、5次轟炸機空襲、2次魚雷機空襲。

## 義大利與英國共同作戰期間（1944-1945年）
在此期間，東北風號參與眾多任務，包括哨戒、護航，以及承載蛙人部隊發動奇襲。

### QWZ行動
1944年6月21到22日，東北風號參與QWZ行動（Operation QWZ，或稱：拉斯佩齊亞奇襲）。

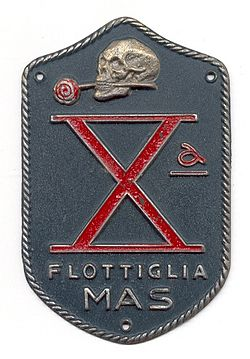
義大利海軍的精銳蛙人部隊，Decima Flottiglia MAS戰隊之隊徽

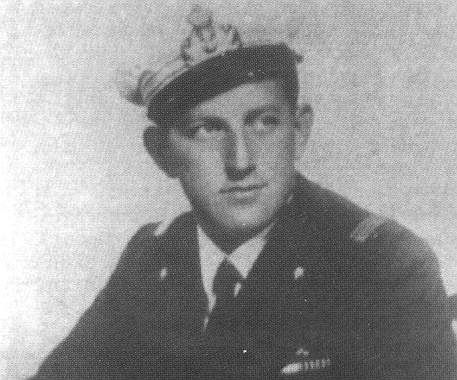
路易吉‧杜蘭德‧澤拉‧潘尼（Luigi Durand de la Penne），1914年2月11日－1992年1月17日）

21日，東北風號載著義大利精英蛙人部隊Decima Flottiglia MAS戰隊（又名Xª MAS 戰隊），偕同英國蛙人麥爾坎‧理查德‧考澤（Malcolm Richard Causer）、哈里‧史密斯（Harry Smith）、庫克‧康拉德‧貝里（Cook Conrad Berey）、肯‧勞倫斯（Ken Lawrence）從科西嘉島、巴斯提亞（Bastia）出擊。義大利蛙人的領袖，是在亞歷山大奇襲時，率領6人小隊炸沉2艘戰艦（伊莉莎白女王號、勇士號）、1艘油輪（Sagona號）的海軍英雄，擁有公爵爵位的澤拉‧潘尼。義大利與盟軍停戰後，澤拉‧潘尼等人從戰俘營回到義大利海軍，與昔日之敵英國皇家海軍一起行動。
途中，東北風號與裝載2具人操魚雷「戰車」的魚雷快艇MS74號會合，開往目標位置。奇襲目標是墨索里尼的傀儡政權：義大利社會共和國（Repubblica Sociale Italiana）海軍基地，拉斯佩齊亞港內停泊的改塔蘭托級重巡洋艦波札諾號（Bolzano）與扎拉級重巡洋艦戈里齊亞號（Goriza）。換言之，就是對以前的同伴下手。
作戰目的是防止德軍藉著鑿沉波札諾號與戈里齊亞號，阻擋拉斯佩齊亞的航道。在義大利宣布停戰時，就停止修復波札諾號、戈里齊亞號，而德軍沒打算繼續修理。在作戰中，Xª MAS戰隊蛙人搭乘綽號「火雞」的動力橡皮艇，英國蛙人分成兩組搭乘2具「戰車」。
作戰內容是由Xª MAS戰隊切開3張防潛網，並移走沉船、打通水路，讓英國蛙人駕著「戰車」潛入拉斯佩齊亞港內。
靠著義大利蛙人協助，考澤隊成功將雷頭設置於波札諾艦底，將它炸沉在港內。由於花太多時間，行動完成時已快天亮，「戰車」剩餘電量不足以送2人到回收點，遂拋棄機體在港口的防波堤上岸，再從那裡游泳到附近的礁石。當天下午，一對義大利漁夫父子發現他們。經過商量，義大利人讓給他們1艘小船，而得以登上義大利。
另一方面，貝里隊在出入口發現「戰車」故障，無法繼續攻擊，也無法折返，遂拋棄機體在義大利上岸。透過當地義大利人的協助，2人成功與考澤、史密斯和游擊隊會合。

接下來6週，4名英國蛙人與義大利游擊隊並肩作戰，直到該游擊隊遭德軍擊敗。4人兩兩一組往南方的盟軍陣地逃跑，但只有貝里成功抵達，其餘3人在陣地前方的阿爾諾河（Arno）遭德軍俘虜。由於被懷疑與波札諾號的沉沒有關，3人在收容所內遭嚴加審訊，但他們堅稱自己是潛水艇沉沒後的倖存者，將身分隱瞞到同盟國軍隊解放收容所為止。

## 第二次世界大戰結束後與成為海軍旗艦
戰爭結束後，按和平條約規定，東北風號可以留在義大利。1946年，義大利進入共和國時代，皇家海軍也改組為共和國海軍，而它繼續服役於共和國海軍。
1947到1949年間，它接受翻新，這是拉斯佩齊亞兵工廠在戰後執行的第一件現代化改修工作。

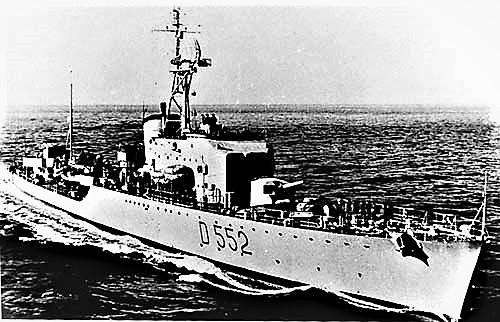
加入北大西洋公約組織後，舷號由艦名縮寫「GR」改為「D552」。

1953年，義大利加入北大西洋公約組織（North Atlantic Treaty Organization，NATO，簡稱：北約），東北風號的舷號因此從艦名縮寫「GR」改為「D552」。

1954年10月26日，第里雅斯特自由區（Free Territory of Trieste）的市區與Ａ區正式回歸義大利。東北風號是第一艘駛入第里雅斯特港的艦船，緊隨在後的是驅逐艦格蘭納蒂埃爾號、阿蒂格利埃爾號，輕巡洋艦阿布魯齊公爵號。民眾熱烈歡迎義大利海軍回到這座城市。

1955年，該艦接受新一輪改造，成為高速護衛艦。
1958年4月10日發布的總統令，將它重新分類為反潛護衛艦。同年8月1日，繼承了雷擊艦林仙（Aretusa）的舷號「F556」。

1959到1960年，經過進一步改建工程，東北風號成為義大利共和國海軍旗艦。因為當時阿布魯齊公爵號已解除武裝退役，加里波第號正在改建，以搭載北極星彈道飛彈發射裝置，因此東北風號獲任成為海軍旗艦。

## 結局與榮譽
1964年5月30日，驅逐艦東北風號、輕巡洋艦拉依蒙多‧蒙特庫科利伯爵號最後一次在塔蘭托降下軍艦旗。
5月31日，東北風號除役。
6月1日，解除武裝。

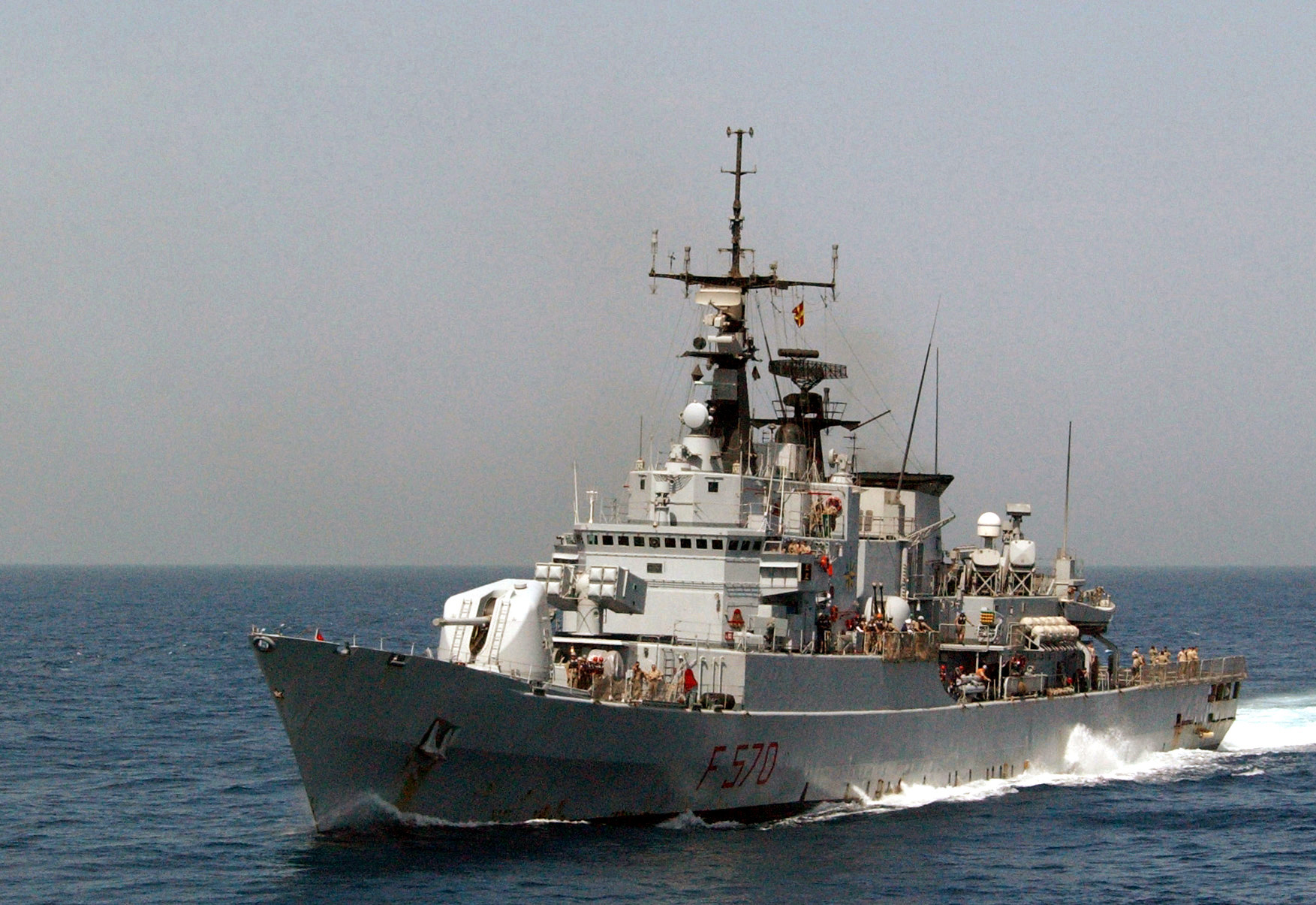
西北風級巡防艦1號艦 西北風號（F570）

1965年，塔蘭托兵工廠拆走可用零組件。隨後艦體被出售解體。

在東北風號30年的服役期間，參與了相當多類型的任務，為第二次世界大戰義大利皇家海軍排名第2的武勳艦。
今日，義大利共和國海軍，西北風級巡防艦2號艦（F751），繼承「東北風」這個名字，而為第三代同名艦。